# Truth Stranger Than Fiction
Truth Stranger Than Fiction é um filme dramático dos Estados Unidos de 1915, com Harry Carey.

## Elenco
- Helen Bray
- Harry Carey
- Barney Furey
- Claire McDowell
- Charles West - (como Charles H. West)